# 唐娜胡安娜火山
1°28′N 76°55′W / 1.47°N 76.92°W

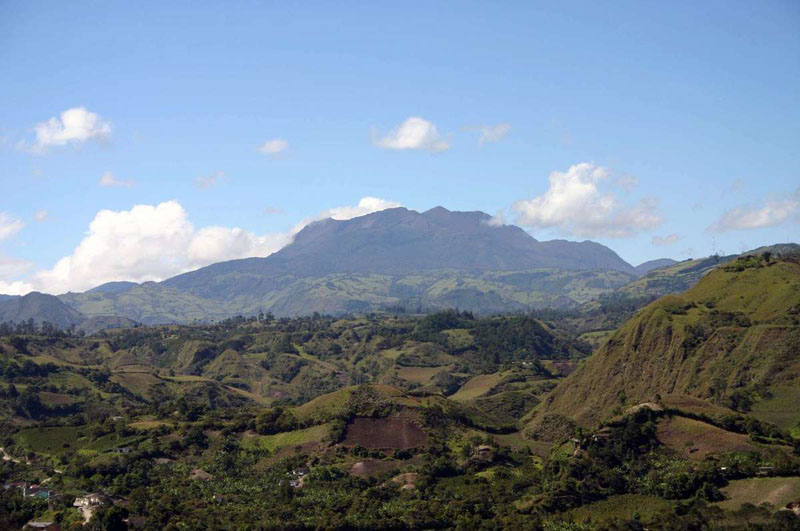

唐娜胡安娜火山是哥倫比亞的火山，位於該國西南部納里尼奧省，屬於安第斯山脈的一部分，海拔高度4,150米，最近一次火山噴發在1906年發生。